# Певчий траурный трупиал
Певчий траурный трупиал (лат. Dives dives) — вид птиц рода траурные трупиалы семейства трупиаловых. Встречается от Никарагуа до Мексики. Подвидов не выделяют.

## Описание
Оперение представителей этого вида полностью чёрного цвета. Однако присутствует лёгкий бархатистый блеск. Глаза тёмные; клюв остроконечный.

## Среда обитания
Певчий траурный трупиал встречается до высоты 1000 м.

## Поведение
Певчие траурные трупиалы кормятся как на деревьях, так и на земле.

## Продолжительность поколения
Продолжительность поколения представителей данного вида составляет 4,3 года.

## Популяция
Популяция певчих траурных трупиалов увеличатся.